# Agrippa II
Agrippa II (Marcus Julius Agrippa), född 27, död 100, son till Herodes Agrippa I.
Vid faderns död ställdes Palestina under en romersk prokurator. Efter år 50 erhöll han bland annat rätten att utnämna överstepräst i Jerusalem och därefter fick han Filippos område, där kejsar Nero tillfogade betydande delar av Galiléen och Peréen. Han bodde i Caesarea (vid Hermon) och gav det namnet efter sin gynnare, Neronias. Agrippa omnämns i Apostlagärningarnas 25:e kapitel i samband med att aposteln Paulus, som efter att ha suttit fängslad i två år utan rättegång i Caesarea, vädjat till kejsaren i Rom för att få sin sak avgjord. 
Liksom sin far var han angelägen om att inte stöta sig med judarna. Under hans tid fullbordades templet i Jerusalem, men kort därefter (år 66) utbröt det judiska kriget. Agrippa slöt sig då till romarna sedan han förgäves försökt bekämpa stormen. Han fick i sin residensstad se på när Titus firade sin segern över hans folk. Agrippa dog år 100.

### Bokreferens
- Nationalencyklopedin. Bra Böcker. 1989. sid. 117. ISBN 91-7024-621-1